# حسین‌آباد (هریس)
حسین‌آباد چئزنق سابق یکی از روستاهای استان آذربایجان شرقی است که در دهستان مواضع‌خان شمالی بخش خواجه شهرستان هریس واقع شده‌است.مواضع خان از شهرستان ورزقان جدا و به شهرستان هریس الحاق شد.این روستا بین سرند و ورزقان واقع شده است.